# Евергрін (округ Лонглейд, Вісконсин)
Евергрін (англ. Evergreen) — місто (англ. town) в США, в окрузі Ланґлейд штату Вісконсин. Населення — 462 особи (2020).

## Демографія
Згідно з переписом 2010 року, у місті мешкало 495 осіб у 209 домогосподарствах у складі 156 родин. Було 281 помешкання
Расовий склад населення:
| - 98,2 % — білих - 0,8 % — корінних американців - 0,2 % — чорних або афроамериканців |

До двох чи більше рас належало 0,4 %. Частка іспаномовних становила 0,4 % від усіх жителів.
За віковим діапазоном населення розподілялося таким чином: 15,2 % — особи молодші 18 років, 61,6 % — особи у віці 18—64 років, 23,2 % — особи у віці 65 років та старші. Медіана віку мешканця становила 50,3 року. На 100 осіб жіночої статі у місті припадало 118,1 чоловіків;  на 100 жінок у віці від 18 років та старших — 118,8 чоловіків також старших 18 років.
Середній дохід на одне домашнє господарство  становив 76 213 долари США (медіана — 57 727), а середній дохід на одну сім'ю — 64 618 доларів (медіана — 63 125). Медіана доходів становила 36 813 долари для чоловіків та 27 500 доларів для жінок. За межею бідності перебувало 7,4 % осіб, у тому числі 14,3 % дітей у віці до 18 років та 6,1 % осіб у віці 65 років та старших.
Цивільне працевлаштоване населення становило 212 осіб. Основні галузі зайнятості: виробництво — 27,4 %, сільське господарство, лісництво, риболовля — 17,9 %, освіта, охорона здоров'я та соціальна допомога — 15,6 %, роздрібна торгівля — 14,6 %.